# Cachoeira Dourada (Goiás)
Cachoeira Dourada is een gemeente in de Braziliaanse deelstaat Goiás. De gemeente telt 7.571 inwoners (schatting 2009).
De plaats ligt bij een stuwdam in de rivier de Paranaíba.

## Aangrenzende gemeenten
De gemeente grenst aan Inaciolândia, Itumbiara en Cachoeira Dourada (MG).

## Verkeer en vervoer
De plaats ligt aan de wegen BR-154, BR-483 en GO-206.